# Heinrich Kühne

Heinrich Kühne

Heinrich Kühne (* 9. November 1910 in Wittenberg; † 15. Mai 2003 in Lutherstadt Wittenberg) war ein Lokalhistoriker und Heimatforscher der Lutherstadt und des Landkreises Wittenberg.

## Leben und Wirken
Kühnes Familie war seit mehreren Generationen in Wittenberg ansässig. Bereits als Schüler brachte er für seinen Lehrer Richard Erfurth, der intensiv zur Regionalgeschichte forschte und publizierte, Briefe zum „Wittenberger Tageblatt“. Mit zwölf Jahren fing er an, selbst heimatgeschichtliche Beiträge aus Zeitungen zu sammeln. Er lernte und arbeitete beim Magistrat in Kemberg, später verkaufte er Versicherungen für die Provinzial-Feuersozietät. Aus dem Zweiten Weltkrieg kam er schwerkrank zurück.
1956 wurde Kühne Direktor des Melanchthonhauses. Er absolvierte ein Fernstudium in Geschichte, Kulturgeschichte und Museologie und errichtete das Stadtgeschichtliche Museum im Schloss Wittenberg, das heute als Museum der städtischen Sammlungen im Zeughaus fortbesteht.
Nach seiner Pensionierung widmete sich Kühne speziell der Erforschung der Signets der Wittenberger Buchdrucker und Verleger der Reformationszeit. Ferner war er Mitglied der Internationalen Arbeitsgemeinschaft der Papierhistoriker und publizierte zur Geschichte der Wittenberg Papiermühlen vor dem Elbtor bzw. in der Clausstraße.  Am 30. Juni 1999 überließ Kühne seine umfangreichen heimatkundlichen Unterlagen als Dauerleihgabe dem Stadtkirchenarchiv der Lutherstadt Wittenberg.
Bis zu seinem Tod mit 92 Jahren arbeitete Heinrich Kühne noch an Büchern und Vorträgen.

## Ehrungen
1975 wurde Heinrich Kühne mit dem Lucas-Cranach-Preis des Rates der Stadt Wittenberg ausgezeichnet. Im Jahr 2000 trug er sich in das Goldene Buch der Lutherstadt Wittenberg ein. Er war Ehrenmitglied der Wilhelm-Weber-Gesellschaft e. V. und des Heimatvereins Lutherstadt Wittenberg und Umgebung e. V.

## Schriften
- Lutherstadt Wittenberg, mehrere Ausgaben 1967–1993
- Lucas Cranach der Ältere in Wittenberg, 1972 und 1993
- Wittenberger Buchdruckersignets, 1983
- Geschichten um Wittenberg aus alten und neueren Zeiten, 1988
- Lutherstadt Wittenberg auf historischen Ansichtskarten, 1996
- Die Askanier: aus der Geschichte der sächsisch-askanischen Herzöge und Kurfürsten von Sachsen-Wittenberg (1180–1422), 1999
- Schnurren und Schwänke aus dem alten Wittenberg, 1998 und 1999
- Heinrich Kühne erzählt Wittenberger Geschichten, 2000

Daneben veröffentlichte Kühne eine Vielzahl von Broschüren, Zeitungsbeiträgen und Aufsätzen, die im In- und Ausland erschienen, so in Schweden, Polen, Holland und der Schweiz.